# Toon Slembrouck
Toon Slembrouck (1971) is een Vlaams televisieregisseur.

## Levensloop
Slembrouck studeerde filmregie aan het RITCS.
Als regisseur van televisieseries werkte hij voor Thuis, Aspe, Goesting, Kinderen van Dewindt en Flikken.
Slembrouck regisseerde de televisieseries Rang 1 uit 2011 en Tom & Harry uit 2015. Hij was ook de regisseur van het eerste seizoen van Loslopend wild. In 2017 kwam Zie mij graag op Eén, een televisieserie met Alejandra Theus en Stan Van Samang in de hoofdrollen, die hij samen met Cecilia Verheyden regisseerde. In 2023 werd De club uitgezonden op VRT 1, een door hem geregisseerde fictiereeks over drie stellen die een fertiliteitstraject volgen.